# 淋巴管平滑肌瘤病
淋巴管平滑肌瘤病（lymphangioleiomyomatosis，LAM）又称淋巴管肌瘤病、淋巴管平滑肌增生症，是一种罕见、进行性、多系统疾病，多以肺部弥漫性囊性病变为特征，為弥漫性肺间质疾病。LAM主要累及肺、纵隔淋巴结及腹部淋巴结，进而导致肺功能丧失（逐渐加重的呼吸困难）、反复气胸或乳糜胸、腹水、间断性咯血、肾血管平滑肌脂肪瘤（angiomyolipoma）或腹膜后淋巴管肌瘤。
LAM被认为是一种具有侵袭性和转移性的低度恶性肿瘤。LAM主要影响女性，尤其是生育期的女性。